# Crime Spree - Fuga da Chicago
Crime Spree - In fuga da Chicago (Crime Spree) è un film nel 2003 diretto da Brad Mirman.

## Trama
Una banda di criminali francesi viene inviata a Chicago per un furto su commissione. La faccenda si complica coinvolgendo cosa nostra statunitense, l'FBI e una banda di latinoamericani.